# روسولا سبخية
روسولا سبخية (الاسم العلمي: Russula paludosa) هي نوع من الفطريات تتبع جنس الروسولا من الفصيلة الروسولية.